# Sítio Novo (Rio Grande do Norte)
Sítio Novo é um município brasileiro do estado do Rio Grande do Norte. De acordo com o IBGE (Instituto Brasileiro de Geografia e Estatística) no ano 2024, sua população estimada é de 4.758 habitantes. Área territorial de 213,456 km² em 2018. E conta com um Distrito Serra da Tapuia.

## História
As terras da Fazenda Grossos, pertencentes ao Capitão Amaro de Barros Lima em 1787, abrangia a serra de Grossos e situava-se à margem do riacho São Pedro, afluente do rio Potengi.
Nessas terras nasceu uma povoação formada em sua maioria por agricultores tendo à frente o grande incentivador e fundador do povoado de Grossos, o senhor Francisco Ferreira Lima, popularmente conhecido como "Seu Chicó".
Incentivado por Seu Chicó o povoado mudou de nome, passando a ser chamado de Sítio Novo. Em 1913, foi construída uma capela em homenagem a São Francisco de Assis.
Sítio Novo recebeu status de município pela lei estadual nº 2339 de 31 de dezembro de 1958, com território desmembrado do município de São Tomé e elevado à categoria de município do Rio Grande do Norte.

### Formação Administrativa
Elevado à categoria de município com a denominação de Sítio Novo, pela lei estadual nº 2339, de 31 de dezembro de 1958, foi desmembrado do município de São Tomé.
A sede no atual distrito foi instalada em 1 de janeiro de 1959. Em divisão territorial datada de 1-VII-1963, o município é constituído do distrito sede. Pela lei estadual nº 2979, de 8 de novembro de 1963, é criado o distrito de Serra da Tapuia e anexado ao município de Sítio Novo. Pela divisão territorial datada de 31-XII-1963, o município é constituído de 2 distritos: Sítio Novo e Serra do Tapuia. 

## Geografia
O município de Sítio Novo situa-se na mesorregião Agreste Potiguar e na microrregião Borborema Potiguar. A sede do município tem uma altitude média de 175 m e coordenadas 06°06’14,4” de latitude sul e 35°54’39,6” de longitude oeste, distando da capital cerca de 118 km, sendo seu acesso, a partir de Natal, efetuado através das rodovias pavimentadas BR-226 e RN-093. Limita-se com os municípios de Lagoa de Velhos, Barcelona, Tangará, Santa Cruz e São Tomé
O uso e cobertura do solo é destaque para a agricultura de subsistência, principalmente, com pecuária e em pequenas áreas com milho, algodão e feijão consorciados, além de sisal e palma forrageira, em alguns locais. O aproveitamento racional destes solos com pecuária requer melhoramento das pastagens e intensificação da palma forrageira.
O município está inserindo em terrenos entre o Planalto da Borborema e a Depressão Sertaneja-São Francisco, com altitudes variando entre 100 e 500 metros acima do nível do mar. As principais serras são a da Tapuia, Chata, da Inês, de São Pedro, Bonita, do Mel. Os rios localizados nos limites são intermitentes, ou seja, fluem somente na estação das chuvas.
Geologicamente falando, o município de Sítio Novo está inserido na Província Borborema, constituído por litótipos dos complexos Presidente Juscelino e Santa Cruz e por granitóides da Suíte Itaporanga.
Os solos predominantes são o Planossolo Sódico, que conta com uma fertilidade natural alta, textura argilosa e arenosa, relevo suave ondulado, imperfeitamente drenado, raso. Além do Bruno Não Cálcico Vértico, com a fertilidade natural alta, textura arenosa/argilosa e média/argilosa, relevo
ondulado, moderadamente drenados, rasos, susceptíveis a erosão
O município de Sítio Novo encontra-se totalmente inserido nos domínios da bacia hidrográfica do Rio Potengi, os principais tributários são os riachos: Santa Rosa, São José, Salgado, Gavião, Fundão, São Pedro, do Exu e da Vela. O principal corpo de acumulação é o açude público de Barra do Tapuia (3.549.125m3, alimentado pelo Riacho São Pedro). O padrão da drenagem é o dendrítico e os cursos d’água tem regime intermitente.
A formação vegetal predominante é a Caatinga Hipoxerófila, vegetação típica de clima semi-árido, na qual apresenta arbustos e árvores com espinhos e de aspecto menos agressivo do que a Caatinga Hiperxerófila. Entre as espécies que se destacam tem-se a catingueira, angico, juazeiro, bra úna, marmeleiro, mandacaru, umbuzeiro e a aroeira.
O clima de Sítio Novo é caracterizado como Semiárido, tipo BSh segundo a  Classificação mundial de Köppen-Geiger, com regime irregular e a estação chuvosa atrasando-se para o outono, o que acontece entre os meses de fevereiro a junho. A temperatura média anual em Sítio Novo é 25.4 °C. A média anual de pluviosidade é de 413 mm.
| Dados climatológicos para Sítio Novo | Dados climatológicos para Sítio Novo | Dados climatológicos para Sítio Novo | Dados climatológicos para Sítio Novo | Dados climatológicos para Sítio Novo | Dados climatológicos para Sítio Novo | Dados climatológicos para Sítio Novo | Dados climatológicos para Sítio Novo | Dados climatológicos para Sítio Novo | Dados climatológicos para Sítio Novo | Dados climatológicos para Sítio Novo | Dados climatológicos para Sítio Novo | Dados climatológicos para Sítio Novo | Dados climatológicos para Sítio Novo |
| Mês                                  | Jan                                  | Fev                                  | Mar                                  | Abr                                  | Mai                                  | Jun                                  | Jul                                  | Ago                                  | Set                                  | Out                                  | Nov                                  | Dez                                  | Ano                                  |
| ------------------------------------ | ------------------------------------ | ------------------------------------ | ------------------------------------ | ------------------------------------ | ------------------------------------ | ------------------------------------ | ------------------------------------ | ------------------------------------ | ------------------------------------ | ------------------------------------ | ------------------------------------ | ------------------------------------ | ------------------------------------ |
| Temperatura máxima média (°C)        | 31,4                                 | 31,2                                 | 30,9                                 | 30,4                                 | 29,9                                 | 28,5                                 | 28,1                                 | 29,3                                 | 30,6                                 | 31,7                                 | 32,1                                 | 31,8                                 | 30,4                                 |
| Temperatura média (°C)               | 26,2                                 | 26,1                                 | 26                                   | 25,7                                 | 25,4                                 | 24,3                                 | 23,8                                 | 24,2                                 | 24,9                                 | 25,7                                 | 26,2                                 | 26,3                                 | 25,4                                 |
| Temperatura mínima média (°C)        | 22,6                                 | 22,7                                 | 22,8                                 | 22,6                                 | 22,2                                 | 21,4                                 | 20,7                                 | 20,4                                 | 20,8                                 | 21,5                                 | 22,0                                 | 22,5                                 | 21,8                                 |
| Precipitação (mm)                    | 44                                   | 51                                   | 72                                   | 73                                   | 47                                   | 38                                   | 31                                   | 11                                   | 8                                    | 8                                    | 11                                   | 19                                   | 413                                  |
| Dias com precipitação (≥ 1 mm)       | 8                                    | 9                                    | 11                                   | 11                                   | 7                                    | 6                                    | 4                                    | 2                                    | 1                                    | 1                                    | 2                                    | 4                                    | 66                                   |
| Umidade relativa compensada (%)      | 69                                   | 71                                   | 73                                   | 74                                   | 73                                   | 74                                   | 71                                   | 66                                   | 64                                   | 63                                   | 63                                   | 66                                   | 68,9                                 |
| Insolação (h)                        | 232,5                                | 204,4                                | 217                                  | 204                                  | 201,5                                | 168                                  | 170,5                                | 174                                  | 198,4                                | 217                                  | 225,5                                | 238,7                                | 2 042,9                              |
| Fonte: Climate-data.org              |                                      |                                      |                                      |                                      |                                      |                                      |                                      |                                      |                                      |                                      |                                      |                                      |                                      |

## Demografia
No último censo demográfico, realizado em 2010, a população de Sítio Novo era de 5 020 habitantes, com uma densidade demográfica de 23,52 hab/km². O município possui 47,61% localizados em área urbana e 52,39% em área rural.
O Índice de Desenvolvimento Humano (IDH-M) do município é considerado baixo, de acordo com dados do Programa das Nações Unidas para o Desenvolvimento (PNUD).  Segundo dados do relatório de 2010, seu valor era de 0,572. Com isso, a cidade se encontra na 145ª posição do ranking a nível estadual (de 167 municípios) e na 4 802ª colocação a nível nacional (dentre 5 570 municípios).
No Censo 2010 foram avaliadas as religiões, distribuídos em religião católica apostólica romana, espírita e evangélicas. Para Sítio Novo, 96.9% dos residentes eram católicos apostólicos romanos e 3.1%  se declararam como evangélicos.
Ainda segundo o mesmo censo, 99,4% das crianças entre 9 e 14 anos estavam matriculadas nos centros educacionais do município.

## Organização Político-Administrativa
Sendo um município do Brasil, Sítio Novo é administrada por dois poderes, o executivo e o legislativo, independentes e harmônicos entre si. O primeiro é representado pelo prefeito ou prefeita, auxiliado pelo seu gabinete de secretários e eleito pelo voto popular para um mandato de quatro anos, sendo permitida uma única reeleição para mais um mandato consecutivo, enquanto que o segundo é representado pela Câmara Municipal de Sítio Novo, órgão colegiado de representação dos munícipes que é composto por vereadores também eleitos por sufrágio universal.
As atuais autoridades que ocupam cargos da organização político-administrativa de Sítio Novo são as seguintes (data: 1º de janeiro de 2024):
- Prefeita: Andrezza Brasil Souto - PT (2021/-)[11]
- Vice-prefeito: Gesenilda Maria da Silva Belarmino - PP (2021/-)[11]
- Presidente da Câmara: Vitória Mafra - PP (2023/-)[12]

## Turismo

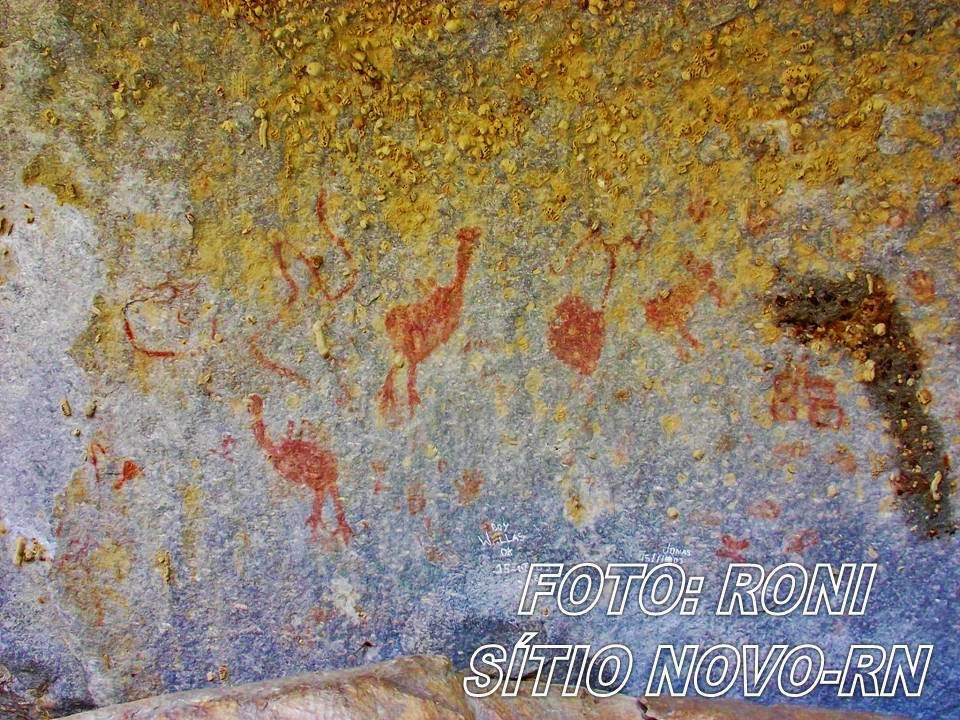
Pinturas Rupestres

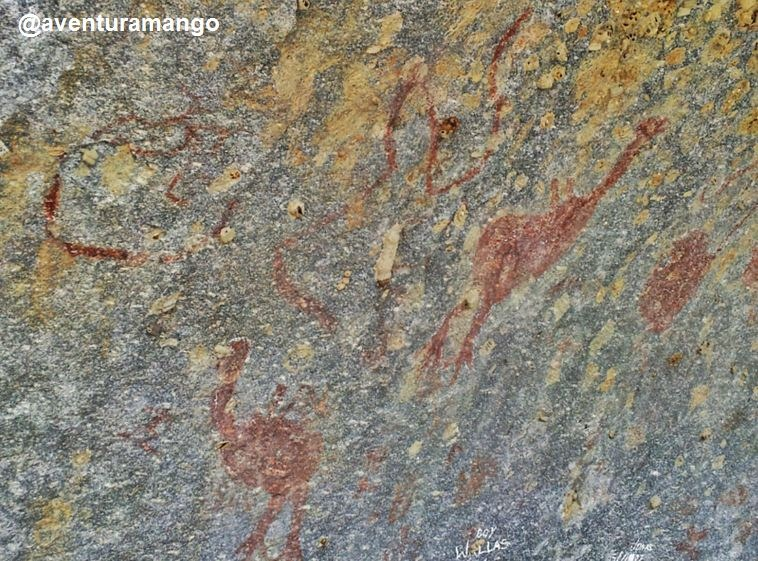
Pinturas Rupestres

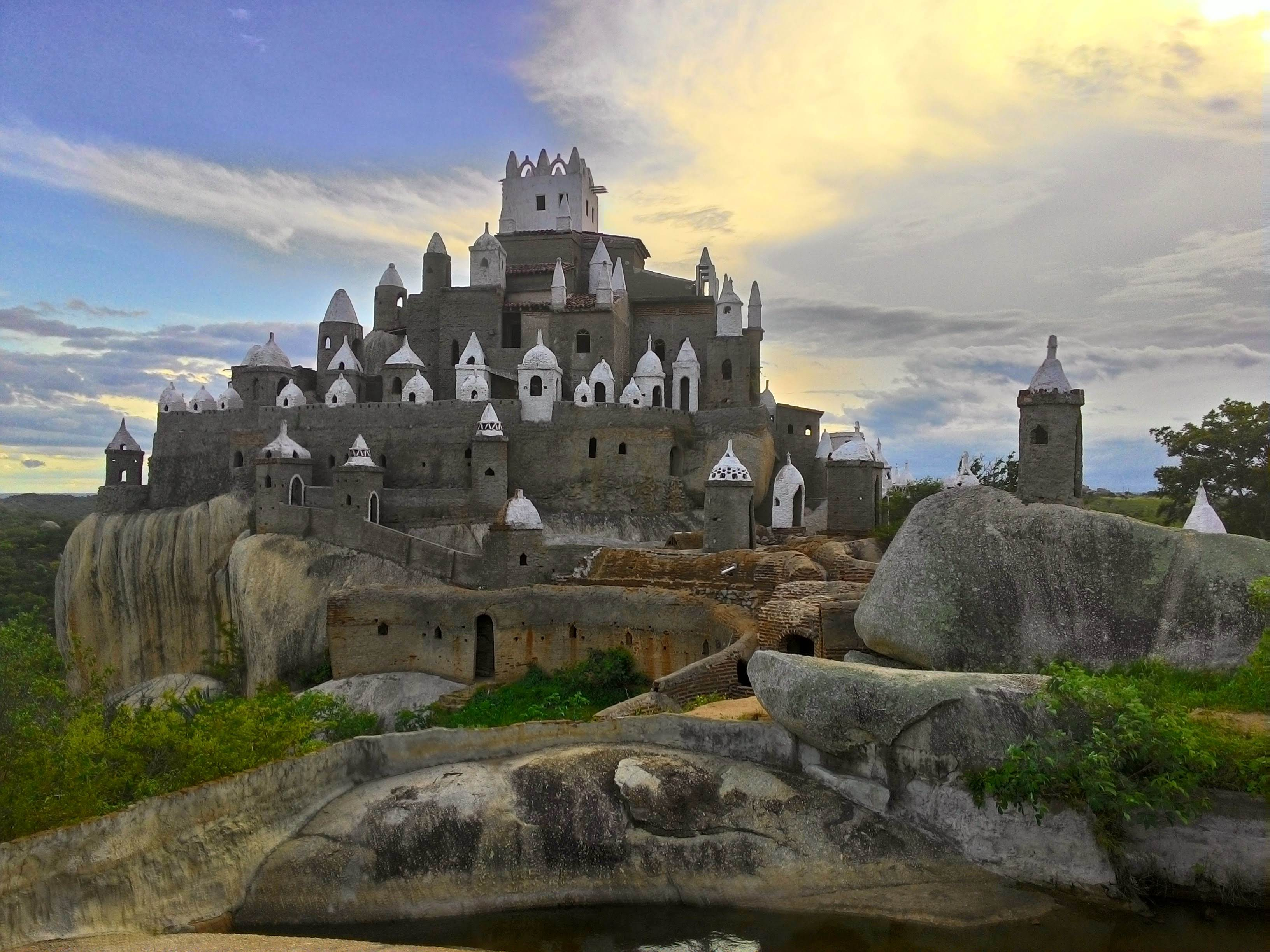
Castelo de Zé dos Montes

Sítio Novo possui atrativos naturais e culturais, tais como: Açude Barra da Tapuia, Castelo de Zé dos Montes, Pedra de São Pedro, O olho d'água, Trilhas da Pedra de São Pedro, Calçadão, Cavernas, Pinturas Rupestres, Cruzeiro de São Francisco, Capela de Santo Antonio, Mirantes Naturais. No múnicipio ainda é possível praticar rapel, trilhas, escalada, voo livre e o ciclismo.

### Pedra do Letreiro
Local conhecido por suas pinturas rupestres, está situada no sítio São Pedro, zona rural de Sítio Novo. As gravuras existentes na pedra foram deixadas por índios Tapuios, que habitaram a região há muito tempo atrás.

### Pedra de São Pedro
Localizada próxima a sede do município de Sítio Novo-RN, a rocha abriga belas vias de estilo tradicional e clássicas para a práica de exercícios. Nela, encontra-se a Via Cavalo de Troia e outras.

### Castelo Zé dos Montes
Palco de programas de televisão locais e nacionais, editoriais de moda e beleza, passeios escolares, locações de clipes musicais, o principal atrativo turístico de Sítio Novo é o Castelo Zé dos Montes, alcunha de José Antônio Barreto que construiu essa intrigante edificação na Serra da Tapuia, em 1984. É considerado um cartão postal do município pela sua beleza, que contrasta  com a paisagem das serras entres as quais ele está situado.
Distante 8 km da sede do município fica em um local isolado. E como tal, chama a atenção. Torres brancas em contraste com a aridez do local parecem proteger o vale da Serra da Tapuia. O castelo foi criado por José Antônio Barreto, que recebeu uma visão sobre a construção do castelo, atualmente os filhos tomam conta do atrativo.
A construção, de pedra e cal, foi feita por um sargento do exército aposentado, que dá seu próprio nome à obra. Ele afirma ter recebido instruções de Nossa Senhora para erguê-la, tendo despendido mais de trinta anos no castelo inspirado na arquitetura mourisca. Com formato de labirinto, onde possui em sua entrada um restaurante.

## Infraestrutura

### Saúde
A cidade conta com o atendimento básico de saúde provido pelo SUS, sendo realizado por duas unidades básicas de saúde (UBS), além do hospital municipal localizado na sede principal.

### Ensino
Sítio Novo conta apenas com o sistema de educação público.
- Escola Estadual José Nunes de Carvalho -(Ensino Fundamental e Ensino Médio)
- Escola Municipal Escola Municipal Presidente Emilio Garrastazu Medice
- Escola Municipal José Machado de Sousa (Serra da Tapuia)